# MAX Success Sports/Saison 2011
Dieser Artikel listet Erfolge und Mannschaft des Radsportteams MAX Success Sports in der Saison 2011 auf.

## Erfolge in der Asia Tour
| Datum     | Rennen                  | Kat. | Fahrer  |
| --------- | ----------------------- | ---- | ------- |
| 17. April | 3. Etappe Tour de Korea | 2.2  | Gang Xu |

## Zugänge – Abgänge
| Zugänge            | Team 2010                      | Abgänge | Team 2011 |
| ------------------ | ------------------------------ | ------- | --------- |
| Ting Deng          | Qinghai Tianyoude Cycling Team | Guo Hui | Unbekannt |
| Saifei Xue         | MAX Success Sports (2009)      | Lei Sun | Unbekannt |
| Yongsheng Yan      | MAX Success Sports (2009)      |         |           |
| Zhong Yuan         | Neoprofi                       |         |           |
| Wei Li (ab 01.08.) | Neoprofi                       |         |           |

## Mannschaft
| Name          | Geburtstag        | Nationalität        |
| ------------- | ----------------- | ------------------- |
| Ting Deng     | 17. Januar 1989   | Volksrepublik China |
| En Huang      | 23. November 1988 | Volksrepublik China |
| Jiang Kun     | 13. Dezember 1989 | Volksrepublik China |
| Pengda Jiao   | 13. Juni 1986     | Volksrepublik China |
| Wei Li        | 24. August 1982   | Volksrepublik China |
| Hao Liu       | 7. November 1988  | Volksrepublik China |
| Pengfei Qi    | 9. Dezember 1899  | Volksrepublik China |
| Jiong Wang    | 30. August 1991   | Volksrepublik China |
| Gang Xu       | 28. Januar 1984   | Volksrepublik China |
| Mingxing Xue  | 20. Februar 1981  | Volksrepublik China |
| Saifei Xue    | 24. November 1988 | Volksrepublik China |
| Yongsheng Yan | 22. Juli 1987     | Volksrepublik China |
| Zhong Yuan    | 7. Dezember 1988  | Volksrepublik China |
| Hui Zhang     | 28. Mai 1989      | Volksrepublik China |
| Ruisong Zhang | 1. Juli 1989      | Volksrepublik China |

## Platzierungen in UCI-Ranglisten
UCI Asia Tour 2011
|      | Fahrer      | Punkte |
| ---- | ----------- | ------ |
| 209. | Ting Deng   | 10     |
| 240. | Gang Xu     | 8      |
| 320. | Pengda Jiao | 3      |